# Hrvoje Miholjević
Hrvoje Miholjević (Zagreb, 8 de juny de 1979) és un ciclista croat, professional del 2005 fins al 2012. Del seu palmarès els dos campionats nacionals en ruta.
El seu germà Vladimir també s'ha dedicat al ciclisme.

## Palmarès
- 2001
  -  Campió de Croàcia en ruta
- 2002
  - 1r al Poreč Trophy 5
- 2006
  -  Campió de Croàcia en ruta
- 2007
  - 1r a la Coppa San Geo
  - 1r al Gran Premi Capodarco
- 2008
  - 1r al Giro del Friül-Venècia Júlia i vencedor d'una etapa
- 2010
  - 1r al Gran Premi Betonexpressz 2000